# Уильямс, Джо (борец)
Джо Уильямс (англ. Joe Williams; род. 26 ноября 1974, Чикаго, США) — американский борец вольного стиля, призёр чемпионатов мира и многократный чемпион Америки.